# Louis des Escotais
Louis des Escotais, conde de Escotais, señor de Chantilly, nació en 1746, en el castillo de la Roche des Escotais (Francia) y falleció en Londres en 1812. Fue diplomático y mariscal de campo en los ejércitos de Luis XVI. Era sobrino de Louis-Joseph des Escotais, teniente general bajo Luis XVI, gran hospitalario de la Orden de Malta y gobernador de la Île de Ré.

## Biografía

### Orígenes familiares
Louis des Escotais proviene de una antigua familia aristocrática francesa. El primero de los des Escotais, Thibault, participó en la Tercera Cruzada en 1191 junto a Ricardo Corazón de León, y la ascendencia de Louis está comprobada hasta Guillaume II des Escotais, quien vivió en 1280.
Su padre, Roland des Escotais, teniente general en los ejércitos del rey, recibió la elevación de sus tierras al condado de Escotais por medio de cartas patentes reales del rey Luis XV en 1755.

### Su vida
Louis-Jacques-Roland des Escotais nació el 2 de noviembre de 1746, en el château familiar de La Roche des Escotais, uno de los châteaux del Valle del Loira. Fue el segundo hijo y principal heredero entre tres hermanos.

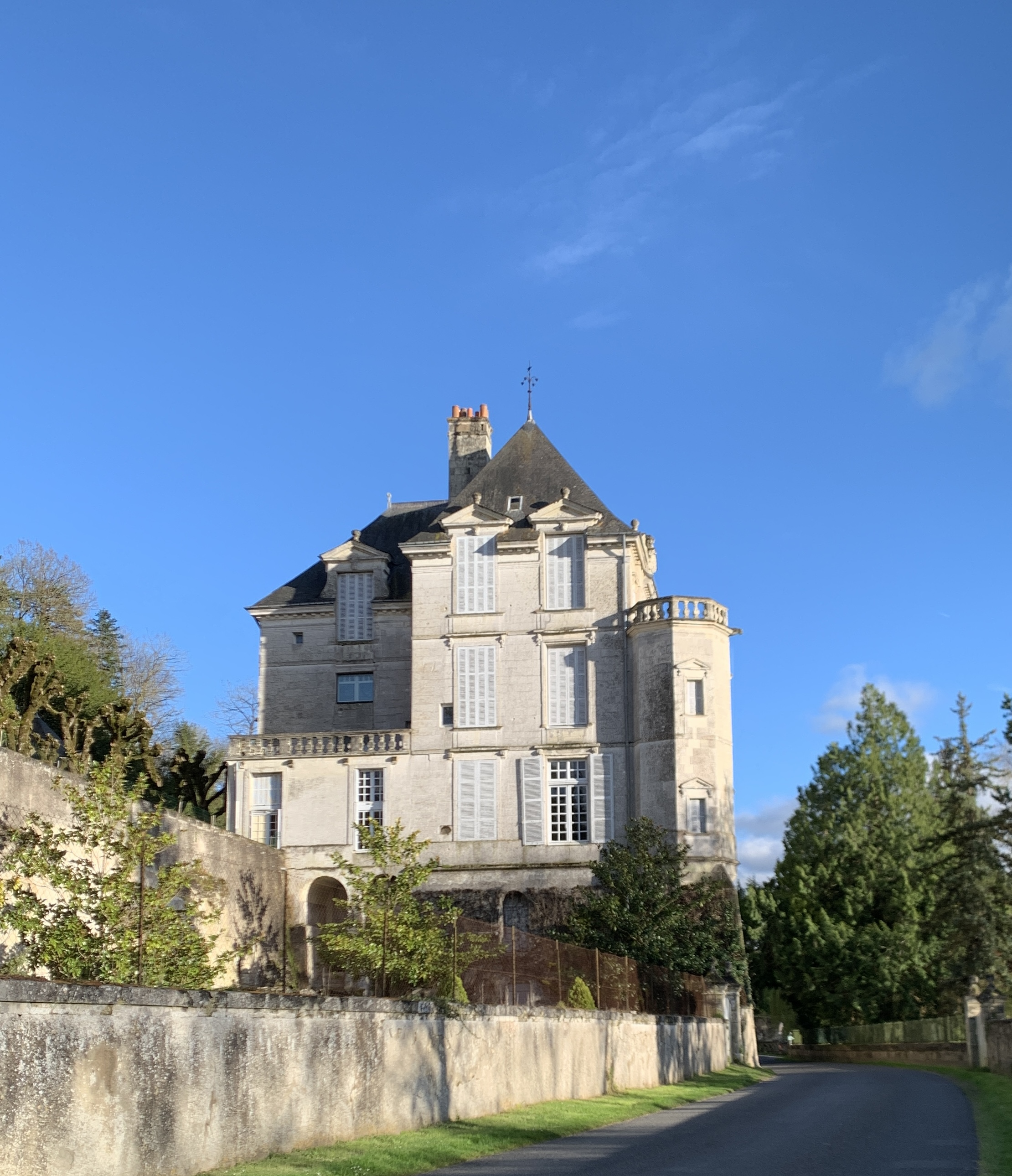
Castillo de La Roche des Escotais (Valle del Loira - Francia)

Su padre, Roland des Escotais, llevó una vida distinguida en la corte del rey Luis XV en Versalles, lo que le valió los Honneurs de la Cour el 20 de abril de 1767. Esta era una de las distinciones nobiliarias más prestigiosas reservadas para las familias nobles más antiguas distinguidas en el campo de batalla.
El 26 de junio de 1771, a la edad de 24 años, se casó con Marie-Louise de Plas, dama de compañía de Sophie de Francia y luego de Adélaïde de Francia. El rey Luis XV, el futuro rey Luis XVI, María Antonieta su esposa y toda la familia real lo honraron firmando su contrato matrimonial.

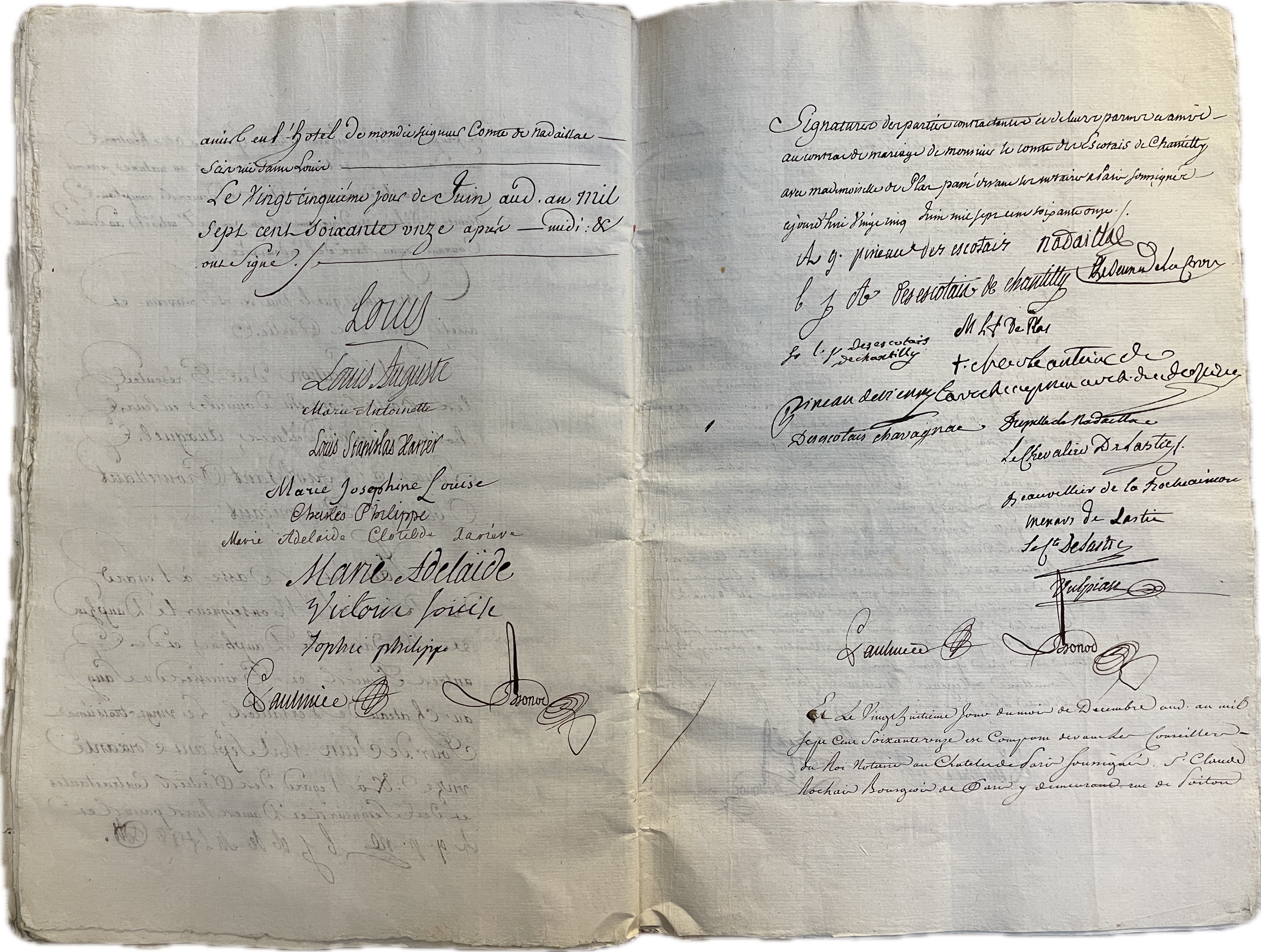
Contrato de matrimonio de Louis des Escotais firmado por Luis XV y la familia real francesa

Tras la Revolución, dejó Francia en septiembre de 1791 con su hijo mayor. Luego tomó el mando de una de las divisiones de la Armée des Princes, notablemente durante el Sitio de Maastricht en 1793.
Posteriormente se trasladó a Londres con su hijo mayor, donde permaneció durante casi veinte años, falleciendo allí el 9 de noviembre de 1812, a la edad de 66 años. Fue enterrado en el cementerio de la antigua iglesia de St Pancras.

## Carrera militar
Louis des Escotais comenzó su formación desde joven, como era habitual en los hijos de la aristocracia. En 1760, a la edad de 14 años, se unió a la primera compañía de mosqueteros del rey. Continuó su formación bajo la tutela de su tío, Louis-Joseph des Escotais (Mariscal de Campo del regimiento de Chantilly), sirviendo como su ayudante de campo. A tan solo 15 años, participó en la Guerra de los Siete Años. Su valentía fue especialmente destacada durante la Batalla de Friedberg (28-30 de agosto de 1762), donde fue herido en el brazo y su caballo murió bajo él.
En 1765, a la edad de 19 años, completó su formación y tomó el mando de una compañía en el regimiento de Esterhazy, y cuatro años más tarde, fue ascendido a Mestre de Camps.
Sus habilidades militares y diplomáticas fueron notadas, y fue nombrado consejero de embajada ante los Estados Generales de las Provincias de la Unión (actualmente los Países Bajos) el 12 de noviembre de 1772. Allí, llevó a cabo varias actividades de inteligencia en nombre de Luis XV.
Luego regresó a Francia y el 18 de abril de 1776, recibió el mando del regimiento de Boulonnois de Luis XVI, y fue ascendido a coronel, y luego a brigadier en 1781.
Su lealtad y valentía le valieron el honor de ser condecorado en 1777 con la Orden Real y Militar de San Luis, una distinción que premiaba a los oficiales más valientes.
Finalizó su carrera en el ejército francés del antiguo régimen con el rango de mariscal de campo, el cual obtuvo el 9 de marzo de 1788.